# Panaqolus maccus
Panaqolus maccus är en fiskart som först beskrevs av Schaefer och Stewart, 1993.  Panaqolus maccus ingår i släktet Panaqolus och familjen Loricariidae. Inga underarter finns listade i Catalogue of Life.